# Вовчий (станція)
Вовчий — проміжна залізнична станція 5 класу Ужгородської дирекції Львівської залізниці.
Розташована у селі Вовчий Мукачівського району Закарпатської області на лінії Стрий — Батьово між станціями Воловець (18 км) та Свалява (10 км).

## Історія
Станцію було відкрито 1886 року у складі залізниці Мукачеве — Воловець. Після спорудження Бескидського тунелю залізницю було продовжено до станції Лавочне і 1887 року остаточно сполучено із залізницею Стрий — Лавочне.
Електрифіковано станцію 1956 року у складі залізниці Лавочне — Мукачеве, першої на Львівській залізниці електрифікованої ділянки.
На станції зупиняються лише приміські електропотяги.

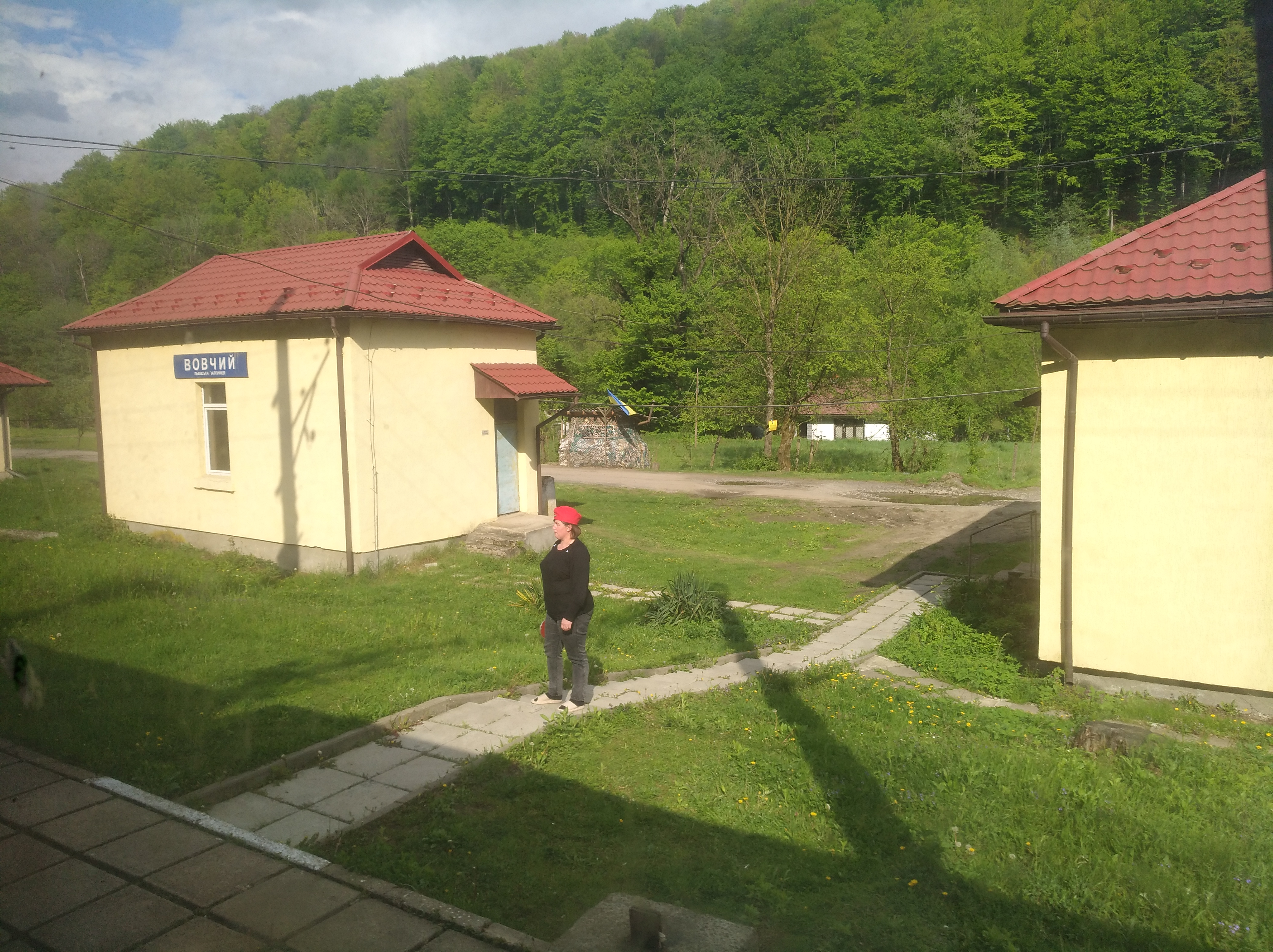